# Platyarthrus almanus
Platyarthrus almanus är en kräftdjursart som beskrevs av Karl Wilhelm Verhoeff1949. Platyarthrus almanus ingår i släktet Platyarthrus och familjen myrbogråsuggor. Inga underarter finns listade i Catalogue of Life.